# Corybas fordhamii
Corybas fordhamii là một loài thực vật có hoa trong họ Lan. Loài này được (Rupp) Rupp mô tả khoa học đầu tiên năm 1942.